# Boraure
Boraure est le chef-lieu de la municipalité de La Trinidad dans l'État d'Yaracuy au Venezuela. En 2015, sa population est estimée à 20 607 habitants.

## Toponymie

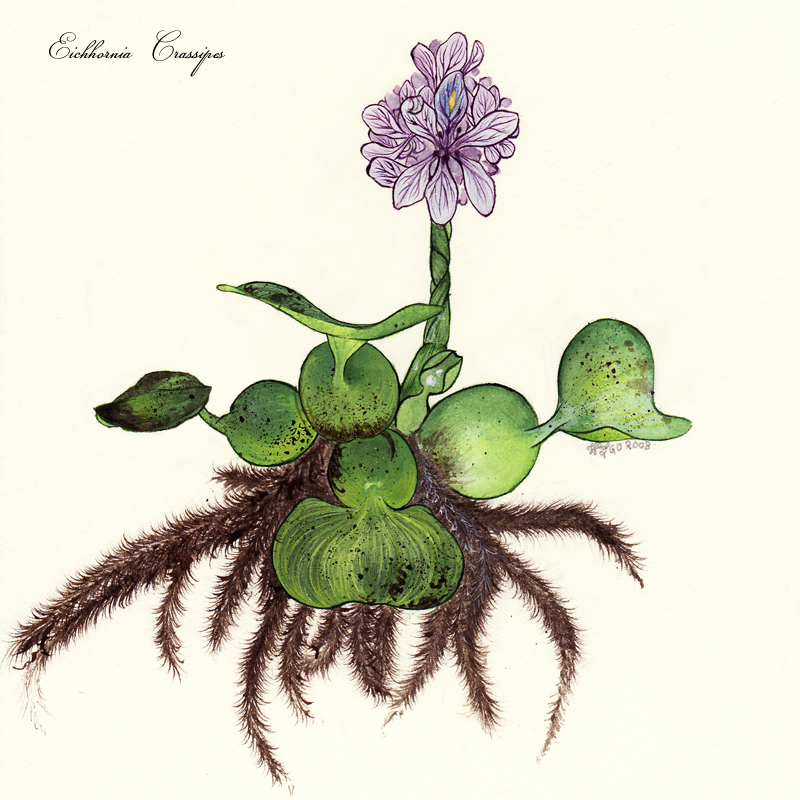
La « Jacinthe d'eau », bora en espagnol, à l'origine du nom Boraure.

Il existe plusieurs hypothèses quant à l'origine du nom, mais toutes rattachent l'origine du nom aux langues arawakiennes. L'une des plus répandues explique que Boraure provient de « ceux qui habitent près de las boras », du nom vernaculaire d'une plante, la bora, la « Jacinthe d'eau » (Eichhornia crassipes).